# Джентайл, Лэнс
Лэнс Джентайл (англ. Lance Gentile) — американский доктор, телевизионный технический консультант, сценарист и продюсер.

## Карьера
Джентайл окончил со степенью бакалавра Корнеллский университет в Итаке, Нью-Йорке. Он был студентом медицинского факультета Нью-Йоркского медицинского колледжа и окончил свою ординатуру в отделении неотложки в Медицинском центре штата Мэн в Портленде. Он позже переехал в Лос-Анджелес и практиковался экстренной медицине в нескольких больницах, включая общественный госпиталь Сан-Димас и медицинский центр Санта-Моники. В 1986 году, Джентайл вошёл в программу MFA в киношколе USC. Он стал сценаристом и режиссёром «STAT», автобиографического фильма о его жизни в травмпункте больницы. Фильм получил множество наград, включая «Cine Golden Eagle» и «Nissan Focus» за лучший документальный фильм. Он окончил её в 1990 году и стал снимать музыкальные клипы и документальные фильмы до работы на телевидении.
Джентайл начал работать на телевидении как технический советник из-за его опыта работы в качестве медицинского работника. Он был сценаристом, сопродюсером и техническим советником телефильма «Чрезвычайное положение». Джентайл был номинирован на премию «Хуманитас» в 1994 году за свою работу над «Чрезвычайным положением». Это привело к должностям технического советника на другом телефильме под названием «Донор» и фильме Уэса Крэйвена «Новый кошмар».
Джентайл был техническим консультантом пилотного эпизода сериала «Скорая помощь» и у него была небольшая роль в эпизоде. Он стал техническим консультантом первого сезона и написал сценарии к нескольким эпизодам. Он был врачом-консультантом до конца сезона. Эпизод Джентайла, «Бесплодные усилия любви», принёс ему премию «Эмми» за лучший сценарий драматического сериала на церемонии 1995 года. Джентайл также выиграл премию Гильдии сценаристов США за свою работу над эпизодом.
Джентайл стал редактором сюжетов для второго сезона «Скорой помощи» и продолжил писать эпизоды и служить в качестве медицинского консультанта. Он был повышен до исполнительного редактора сюжетов в середине сезона. Джентайл сделал свой режиссёрский дебют на телевидении с эпизодом второго сезона «Скорой помощи». Джентайл стал сопродюсером третьего сезона и сохранил свои обязанности сценариста и медицинского консультанта. Третий сезон «Скорой помощи» был номинирован на премию «Эмми» за лучший драматический сериал на церемонии 1997 года. Продюсеры разделили номинацию за их работу над сезоном. Джентайла повысили до продюсера в четвёртом сезоне и он продолжил писать и снимать эпизоды и служить в качестве медицинского консультанта сезона. Сезон снова был номинирован на премию «Эмми» за лучший драматический сериал на церемонии 1998 года и Джентайл разделил номинацию во второй раз.
Джентайл покинул команду «Скорой помощи» после четвёртого сезона и стал супервайзовым продюсером и сценаристом первого сезона сериала «Провиденс». Джентайл также работал консультирующим продюсером и сценаристом первого и второго сезонов «Третьей смены». Он был продюсером недолговременной медицинской драмы «Доктор Вегас» написал сценарии к двум эпизодам для этого сериала.
Джентайл служил в качестве медицинского технического консультанта для пилота «Доктора Хауса» и недавно завершил свою работу сценариста и исполнительного продюсера в телефильме под названием «Золотой час Остина».

## Фильмография

### Сценарист
| Год  | Шоу                    | Эпизод                   | Примечания                |
| ---- | ---------------------- | ------------------------ | ------------------------- |
| 1994 | Чрезвычайное положение |                          | телефильм                 |
| 1994 | Скорая помощь          | «Another Perfect Day»    | Сюжет — сезон 1, эпизод 7 |
| 1994 | Скорая помощь          | «Blizzard»               | Сезон 1, эпизод 10        |
| 1995 | Скорая помощь          | «Love’s Labor Lost»      | Сезон 1, эпизод 19        |
| 1996 | Скорая помощь          | «True Lies»              | Сезон 2, эпизод 12        |
| 1996 | Скорая помощь          | «Fear of Flying»         | Сезон 3, эпизод 6         |
| 1997 | Скорая помощь          | «Tribes»                 | Сезон 3, эпизод 17        |
| 1997 | Скорая помощь          | «Obstruction of Justice» | Сезон 4, эпизод 9         |
| 1999 | Провиденс              | «Sisters»                | Сезон 1, эпизод 4         |
| 1999 | Провиденс              | «Taste of Providence»    | Сезон 1, эпизод 9         |
| 1999 | Третья смена           | «Impulse»                | Сезон 1, эпизод 7         |
| 2000 | Третья смена           | «Men»                    | Сезон 1, эпизод 18        |
| 2000 | Третья смена           | «Jimmy’s Mountain»       | Сезон 2, эпизод 4         |
| 2000 | Третья смена           | «History»                | Сезон 2, эпизод 10        |
| 2004 | Доктор Вегас           | «Limits»                 | Сезон 1, эпизод 5         |
| 2005 | Доктор Вегас           | «Babe in the Woods»      | Сезон 1, эпизод 9         |
| 2008 | Золотой час Остина     |                          | телефильм                 |

### Технический консультант
| Год     | Производство                          | Сезон             | Примечания                          |
| ------- | ------------------------------------- | ----------------- | ----------------------------------- |
| 1990    | Донор                                 | Телефильм         | Технический консультант             |
| 1994    | Чрезвычайное происшествие             | Телефильм         | Технический консультант             |
| 1994    | Кошмар на улице Вязов 7: Новый кошмар | Фильм             | Медицинский технический консультант |
| 1994    | Скорая помощь                         | Сезон 1           | Технический консультант             |
| 1995    | Скорая помощь                         | Сезон 1           | Медицинский консультант             |
| 1995    | Скорая помощь                         | Сезон 2           | Медицинский консультант             |
| 1996    | Скорая помощь                         |                   | Медицинский консультант             |
| Сезон 3 | Скорая помощь                         |                   | Медицинский консультант             |
| 1997    | Скорая помощь                         |                   | Медицинский консультант             |
| Сезон 4 | Скорая помощь                         |                   | Медицинский консультант             |
| 1998    | Скорая помощь                         |                   | Медицинский консультант             |
| 2003    | Любовь по правилам и без              | Фильм             | Технический консультант             |
| 2004    | Доктор Хаус                           | Сезон 1, эпизод 1 | Медицинский технический консультант |

### Режиссёр
| Год  | Шоу           | Эпизод                 | Примечания         |
| ---- | ------------- | ---------------------- | ------------------ |
| 1996 | Скорая помощь | «A Shift in the Night» | сезон 2, эпизод 18 |
| 1998 | Скорая помощь | «Shades of Gray»       | сезон 4, эпизод 19 |